# Hanviller
Hanviller är en kommun i departementet Moselle i regionen Grand Est (tidigare regionen Lorraine) i nordöstra Frankrike. Kommunen ligger i kantonen Bitche som tillhör arrondissementet Sarreguemines. År 2022 hade Hanviller 189 invånare.

## Befolkningsutveckling
Antalet invånare i kommunen Hanviller
| Referens: INSEE |